# Alpaugh
Alpaugh est un village situé dans le comté californien de Tulare. Sa population était de 1 026 habitants en 2010, pour une superficie de 2,6 km2.

## Démographie
| 2000 | 2010  | - | - | - | - |
| ---- | ----- | - | - | - | - |
| 761  | 1 026 | - | - | - | - |